# Sinjska alka
Sinjska alka (ung. Cirkeln i Sinj) är en traditionell riddarturnering som sedan år 1717 årligen hålls i staden Sinj i Kroatien. Turneringen hålls den första söndagen i augusti till minne av segern över osmanerna den 14 augusti 1715 då 700 kroatiska soldater från Sinj slog tillbaka en osmansk armé på 60 000 soldater. Sedan år 2009 är Sinjska alka upptagen på Unescos lista över mänsklighetens immateriella kulturarv.

## Beskrivning
Turneringen är uppkallad efter objektet alka som är en koncentrisk cirkel. Objektet hängs på ett rep 3,32 meter ovanför banan och deltagaren bör, ridandes på en häst i full galopp, träffa cirkelns mitt så precist som möjligt med en drygt tre meter lång lans. Beroende på var han träffar tilldelas han 1–3 poäng. Tävlingen består av tre rundor. 
Endast män födda i Sinjska krajina (staden Sinj med omgivningar) kan delta i turneringen och det betraktas som ett stort privilegium att få delta i turneringen. Deltagaren kallas för alkar.